# فخر مثليين

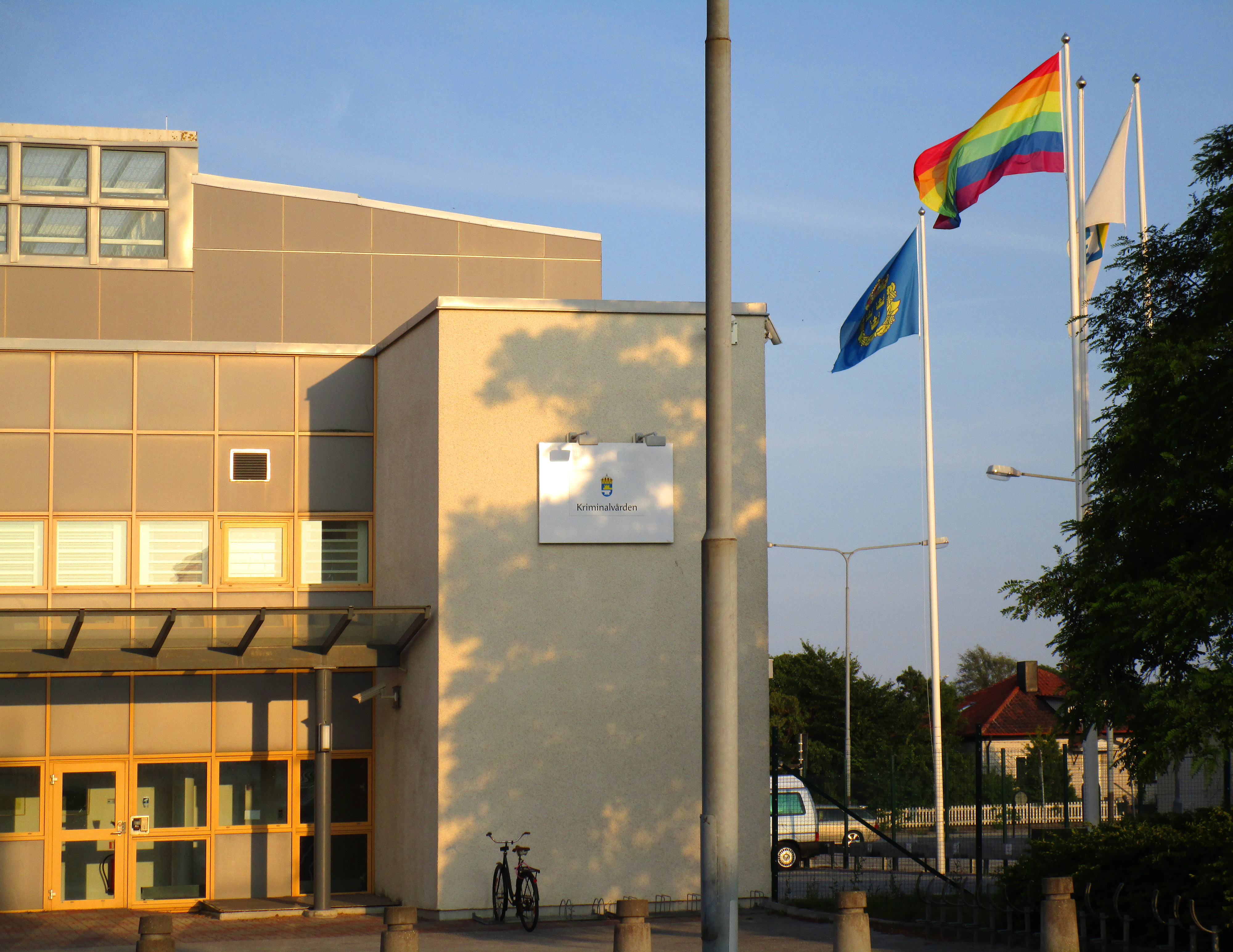
بيت الشرطة في فيسبي يبرز علم فيه علم إل جي بي تي خلال أسبوع فخر ستوكهولم 2014

فخر المثليين جنسيًا أو فخر الإل جي بي تي (بالإنجليزية: Gay pride or LGBT pride) هو موقف ضد التمييز والعنف ضد الأشخاص المثليين أو المثليات جنسيًا ومزدوجي الميول الجنسي والمتحولين جنسياً (الإل جي بي تي) للتشجيع على تأكيد الذات وبلورة الهوية والكرامة وحقوق المساواة وزيادة الوجود كمجموعة اجتماعية والاحتفال بالتنوع الجنسي والجندري. إن الفخر والاعتزاز بالهوية الجنسية هي النظرة السائدة لمعظم حركات حقوق المثليين جنسيًا في مختلف أنحاء العالم. تُستخدم في (غير العالم العربي) مفردة "Pride" في تسمية العديد من المنظمات والمعاهد والمؤسسات وعناوين الكتب والدوريات وحتى أسماء القنوات التلفزيونية والمكتبات الموّجهة أساساً للمثليين جنسيًا والمثليات جنسيًا ومزدوجي الميول والعابرين جنسياً.
يتراوح الاحتفال بفعاليات الفخر ما بين الرسمي والكرنفالي، وعادةً ما تُقام هذه الاحتفالات خلال شهر فخر الشواذ جنسيًا أو في فترة أخرى لإحياء ذكرى تُعتبر بمثابة نقطة تحول تاريخية في تاريخ المثليين لبلد ما. فمثلاً يُقام فخر موسكو في شهر مايو كل عام احتفالاً بذكرى إلغاء تجريم روسيا للمثلية الجنسية عام 1993. تشتمل بعض فعاليات الفخر على مسيرات ومواكب فخر المثليين وتجمعات وحفلات راقصة ومهرجانات كبيرة مثل سيدني ماردي غراس والتي تمتد لعدة أسابيع.

## وصلات خارجية
- Interpride - منظمة فخر عالمية (بالإنجليزية)
- فخر المثليين من الساحل إلى الساحل – صور لسي بي إس نيوز (بالإنجليزية)